# 先行组织者
先行组织者（advance organizer）是认知心理学的代表人物、美国教育心理学家大卫·奥苏伯尔于1960年提出的一个教育心理学的概念，也是他在教学理论方面的主要贡献之一。
根据奥苏伯尔的解释，学生面对新的学习任务时，如果原有认知结构中缺少同化新知识的适当的上位观念，或原有观念不够清晰或巩固，则有必要设计一个先于学习材料呈现之前呈现的一个引导性材料，可能是一个概念、一条定律或者一段说明文字，可以用通俗易懂的语言或直观形象的具体模型，但是在概括和包容的水平上高于要学习的材料（因此属于下位学习），构建一个使新旧知识发生联系的桥梁。这种引导性材料被称为先行组织者。

先行组织者在学生学习较陌生的新知识，缺乏必要的背景知识准备时对学生的学习可以起到明显的促进作用，有助于学生理解不熟悉的教材内容。

使用先行组织者，有助于促进学习的迁移，对于需要解决问题的迁移测验项目有明显的促进作用。如果学习材料只要求机械记忆，则效果不明显。

## 相关著作
- 有意义言语材料学习与保持中先行组织者的使用 (1960年)。／教育心理学杂志，51，267-272。
- 保卫先行组织者：对批评者的答复(1978)／教育研究回顾，48，251-257。